# Knightmare (videojuego de 1987)
 Knightmare es un videojuego de aventura de 1987 para la ZX Spectrum, Amstrad CPC, Commodore 64, Atari ST y la SG-1000, desarrollado por MD Software y distribuido por Activision Inc. Está basado en el programa de televisión Knightmare de Anglia Television. 
Knightmare fue el primero de dos juegos, con licencia, basados en el programa. Cuatro años después, Mindscape lanzaría un juego completamente diferente (también llamado Knightmare) solo para los formatos ST y Amiga. 

## Jugabilidad
El jugador queda atrapado en una mazmorra y debe intentar escapar resolviendo varios acertijos. Lanzar hechizos también es parte del juego; hay seis hechizos: Anvil, Casper, Alchemy, Ice, Toad y Metamorph. Cada uno tiene un resultado único. El juego se controla utilizando el joystick y el teclado. Los enemigos incluyen arañas y monstruos.

## Recepción
Zzap!64 revisionó la versión de la Commodore 64 y dijo que Knightmare es un juego bastante difícil, pero vale la pena jugarlo si eres un fanático de los juegos de aventuras. Notó que el audio en el juego es pobre, sin música y solo efectos de sonido. La revista calificó el juego con un 66%. La revista Sinclair User calificó altamente el juego, llamando la atención sobre las interesantes tramas secundarias y la originalidad del mismo. La revista Computer and Video Games dijo que la jugabilidad en Knightmare es más simple que el concepto utilizado en el programa de televisión. La revista elogió los acertijos y el estilo, llamando a Knightmare un juego completamente entretenido.